# Telles
Telles is een geslacht van vlinders van de familie dikkopjes (Hesperiidae), uit de onderfamilie Hesperiinae.

## Soorten
- T. arcalaus (Stoll, 1782)
- T. pyrex Evans, 1955